# Hot Springs (Nevada)
Hot Springs é uma cidade fantasma no condado  de Eureka , estado de Nevada, nos Estados Unidos.
A água que corria nas fontes da povoação era muito rica em minerais e era muito usada para tratar as pessoas em diversas doenças.O dono, um médico tinha construído um balneário grande e batizou-o de White Sulphur Springs. Aquelas termas eram usadas principalmente pelos mineiros de Mineral Hill. Quando a mina de Mineral Hill começou a diminuir, os negócios também desacelerar. O médico, o proprietário das termas fechou a loja em meados da década de 1870 e não surgiu mais nenhum negócio surgiu na zona. Na atualidade, nada resta da velha vila, mas a água continua a correr das nascentes.